# Dalbergia laxiflora
Dalbergia laxiflora là một loài thực vật có hoa trong họ Đậu. Loài này được Micheli miêu tả khoa học đầu tiên.